# لوویلیا (آیووا)
لوویلیا (به انگلیسی: Lovilia) شهری در ایالت آیووا کشور ایالات متحده آمریکا است که جمعیت آن در سرشماری سال ۲۰۱۰ میلادی، ۵۳۸ نفر بوده‌است.